# Jupiler
Jupiler (wym. [ʒypiˈleʁ]) – belgijska marka piwa typu lager. Wytwarzane jest w Browarze Piedbœuf należącym do koncernu InBev.
Nazwa Jupiler pochodzi od walońskiego miasta Jupille-sur-Meuse, w którym piwo jest warzone. Po raz pierwszy na rynku Jupiler pojawił się w 1966 roku. Od początku istnienia marki, w jego logotypie znajduje się byk.  Jest to obecnie najpopularniejsze piwo w Belgii.
Hasło reklamowe Jupilera to „Mężczyźni wiedzą dlaczego” (fr. Les hommes savent pourquoi, niderl. Mannen weten waarom).
Marka Jupiler jest sponsorem belgijskiej ekstraklasy piłkarskiej, jak również holenderskiej drugiej ligi piłkarskiej.

## Odmiany
Piwo Jupiler jest obecnie dostępny w czterech odmianach:
- Jupiler – jasny lager warzony przy użyciu słodu, kukurydzy, chmielu, drożdży i wody. Trunek zawiera 5,2% alkoholu. Dla zachowania wszelkich walorów powinno być serwowane w temperaturze 3°C[2].
- Jupiler Blue – lekki jasny lager o zawartości alkoholu 3,3%. Wprowadzony na rynek w 2006 roku.
- Jupiler Tauro – mocny jasny lager o zawartości alkoholu 8,3%. Marka stworzona w 2008 roku.
- Jupiler N.A.  – odmiana klasycznego Jupilera o obniżonej zawartości alkoholu (0,5%). Powien być serwowany w temperaturze 1-2°C[2].

W obrocie znajduje się także napój bezalkoholowy na bazie Jupilera – Jupiler Force.